# NGC 6420
Alguns astrônomos acreditam que há dois buracos negros emergindo de dentro dali. 